# Gerda Lerner
Gerda Lerner, nata Gerda Kronstein (Vienna, 30 aprile 1920 – Madison, 2 gennaio 2013), è stata una scrittrice, docente e storica statunitense di origini austriache.

## Biografia
Nata in una famiglia benestante (il padre Robert Kronstein era un farmacista, la madre Ilona Neumann un'artista) di origini ebraiche, Gerda ebbe un'infanzia e un'adolescenza agiate. Dopo l'annessione dell'Austria al Terzo Reich (1938), si diffusero anche a Vienna le teorie antisemite e la sua famiglia andò incontro a crescenti difficoltà fino a dover fuggire all'estero. Gerda diventò una militante antinazista, fu arrestata e costretta a trascorrere in carcere anche il giorno del suo diciottesimo compleanno.
Nel 1939, assieme al suo futuro primo marito Bobby Jensen, riuscì a partire per New York dove trovò lavoro dapprima come cameriera, poi come commessa, impiegata e tecnica di radiologia. Nel contempo si dedicò alla scrittura e pubblicò due brevi racconti in cui narrava in prima persona gli orrori del nazismo. Dopo il divorzio da Jensen, incontrò e sposò Carl Lerner, giovane regista di teatro e successivamente cineasta, attivista del Partito Comunista degli Stati Uniti d'America. Insieme, Carl e Gerda Lerner divennero protagonisti di molte iniziative pubbliche contro il maccartismo, la discriminazione razziale, il militarismo americano.
Negli anni cinquanta Gerda ricominciò a studiare e si laureò in storia alla Columbia University. La sua tesi di laurea fu pubblicata nel 1967 come saggio (The Grimke Sisters from South Carolina: Rebels against Slavery). Nello stesso periodo fu tra i fondatori della National Organization of Women e presto divenne docente e studiosa della condizione femminile inaugurando nel 1968 il primo corso americano di lezioni sulla storia della condizione femminile presso il Sarah Lawrence College di Yonkers.
Nel 1980, ottenuto l'incarico di professore universitario presso l'Università del Wisconsin-Madison, diede vita al primo corso di studi sulla condizione femminile mentre continuava a pubblicare importanti saggi sull'argomento quali: Black Women in White America (1972), The Female Experience (1976), The Majority Finds Its Past (1979), The Creation of Patriarchy (1986), e The Creation of Feminist Consciousness (1993).
Nel 2002 pubblicò la sua autobiografia, intitolandola Fireweed: A Political Autobiography. Fireweed (pianta del fuoco) è il nome inglese dell'epilobio o camenerio, pianta che è la prima a crescere su un terreno devastato da un incendio. La Lerner si paragona a questa pianta, come donna cresciuta nelle difficoltà e nel fuoco della lotta.
Altro lavoro significativo è Ho vissuto la tua morte (A Death of One's Own) (1978) in cui Gerda Lerner narra la morte del suo amatissimo marito Carl e della sua lotta per voler conservare la sua dignità fino alla fine dei suoi giorni rifiutando di attenersi alle regole totalitarie imposte dall'ospedalizzazione. In quest'opera l'autrice introduce il concetto del rispetto per l'ammalato terminale e per i suoi diritti.
Muore il 2 gennaio 2013, all'età di 92 anni